# Тварини Червоної книги України зі статусом «Вразливий»
У цьому списку представлений перелік тварин, занесених до Червоної Книги України зі статусом «Вразливий». Всього на травень 2021 року в списку було 277 тварин. 
Список побудований за алфавітним порядком, містить зображення тварин, українські й наукові (латинізовані) назви, авторів і роки публікацій таксонів, а також біологічні ряди.
Вразливий вид — один з видів класифікацій природоохоронного статусу Міжнародного союзу охорони природи. Для даного таксона є високий ризик зникнення в дикій природі у найближчому майбутньому. Такі види можуть отримати статус виду під загрозою вимирання, якщо вплив факторів, які загрожують їх виживанню і розмноженню, не буде зменшений.
Уразливість в основному викликана втратою місця постійного проживання або руйнуванням місць життєдіяльності виду. За уразливими середовищами існування або видами ведеться постійне спостереження. Деякі тварини, зокрема, можуть перебувати в неволі. Здебільшого причиною надання статусу уразливих для організмів є втрата місць біотопів та їхня деградація.
Червона книга України — офіційний державний документ, який містить перелік рідкісних, вразливих і зникаючих видів тваринного і рослинного світу у межах України, а також узагальнені відомості про сучасний стан цих видів і заходи щодо їх збереження. Занесені до Червоної книги України види підлягають охороні на всій території України, у межах її континентального шельфу та виключної морської економічної зони. Регулюється Законом України «Про Червону книгу України».

## Список

### А
| Зображення | Українська назва виду                           | Наукова назва виду     | Автор наукової назви | Рік  | Ряд            |
| ---------- | ----------------------------------------------- | ---------------------- | -------------------- | ---- | -------------- |
|            | Аврора біла                                     | Euchloe ausonia        | Hubner               | 1804 | Лускокрилі     |
|            | Анадримадуза Ретовського                        | Anadrymadusa retowskii | Adelung              | 1907 | Прямокрилі     |
|            | Арноглось Кесслера, арноглось середземноморська | Arnoglossus kessleri   | Шмідт                | 1915 | Камбалоподібні |
|            | Аритрура мишаста                                | Arytrura musculus      | Menetries            | 1859 | Лускокрилі     |
|            | Аскалаф строкатий                               | Libelloides macaronius | Scopoli              | 1763 | Сітчастокрилі  |
|            | Афаліна                                         | Tursiops truncatus     | Montagu              | 1821 | Китоподібні    |

### Б
| Зображення | Українська назва виду          | Наукова назва виду                         | Автор наукової назви | Рік  | Ряд             |
| ---------- | ------------------------------ | ------------------------------------------ | -------------------- | ---- | --------------- |
|            | Бабка перев'язана              | Sympetrum pedemontanum                     | Allioni              | 1776 | Бабки           |
|            | Балабан                        | Falco cherrug                              | Gray                 | 1834 | Соколоподібні   |
|            | Беззубка вузька                | Pseudanodonta complanata                   | Rossmässler          | 1835 | Unionoida       |
|            | Беззубка лебедина              | Anodonta cygnea                            | Linnaeus             | 1758 | Unionoida       |
|            | Беркут                         | Aquila chrysaetos                          | Linnaeus             | 1758 | Соколоподібні   |
|            | Бескидниця сутінкова           | Granaria frumentum                         | Draparnaud           | 1801 | Стебельчастоокі |
|            | Бистрик короткокрилий          | Ocypus curtipennis                         | Motschulsky          | 1849 | Твердокрилі     |
|            | Бистрянка російська            | Alburnoides rossicus                       | Berg                 | 1924 | Коропоподібні   |
|            | Білуга звичайна                | Huso huso                                  | Linnaeus             | 1758 | Осетроподібні   |
|            | Білоперий пічкур дністровський | Romanogobio kesslerii                      | Dybowski             | 1862 | Коропоподібні   |
|            | Боліварія короткокрила         | Bolivaria brachyptera                      | Pallas               | 1773 | Богомоли        |
|            | Больбелязм однорогий           | Bolbelasmus unicornis                      | Schrank              | 1789 | Твердокрилі     |
|            | Бранхінектела середня          | Branchinectella media                      | Schmankewitsch       | 1873 | Голі зяброноги  |
|            | Бронзівка особлива             | Protaetia (Cetonischema) speciosa speciosa | Adams                | 1817 | Твердокрилі     |
|            | Бурозубка альпійська           | Sorex alpinus                              | Schinz               | 1837 | Комахоїдні      |

### В
| Зображення | Українська назва виду       | Наукова назва виду        | Автор наукової назви    | Рік  | Ряд             |
| ---------- | --------------------------- | ------------------------- | ----------------------- | ---- | --------------- |
|            | В’язь звичайний             | Leuciscus idus            | Linnaeus                | 1758 | Коропоподібні   |
|            | Ведмедиця велика            | Pericallia matronula      | Linnaeus                | 1758 | Лускокрилі      |
|            | Ведмедиця плямиста          | Chelis maculosa           | Denis та Schiffermüller | 1775 | Лускокрилі      |
|            | Ведмедиця чиста             | Watsonarctia deserta      | Bartel                  | 1902 | Лускокрилі      |
|            | Ведмедиця-господиня         | Callimorpha dominula      | Linnaeus                | 1758 | Лускокрилі      |
|            | Веретенка оманлива          | Pseudalinda fallax        | Rossmässler             | 1836 | Стебельчастоокі |
|            | Вестія шляхетна             | Vestia elata              | Rossmässler             | 1836 | Стебельчастоокі |
|            | Вечірниця мала              | Nyctalus leisleri         | Kuhl                    | 1817 | Кажани          |
|            | Вечірниця руда              | Nyctalus noctula          | Schreber                | 1774 | Кажани          |
|            | Вежка льодяникова           | Euxinipyrgula lincta      | Milaschewitc            | 1908 | Літориноподібні |
|            | Видра річкова               | Lutra lutra               | Linnaeus                |      | Хижі            |
|            | Вусач альпійський           | Rosalia alpina            | Linnaeus                | 1758 | Твердокрилі     |
|            | Вусач великий дубовий       | Cerambyx cergo            | Linnaeus                | 1758 | Твердокрилі     |
|            | Вусач земляний хрестоносець | Dorcadion equestre        | Laxmann                 | 1770 | Твердокрилі     |
|            | Вусач мускусний             | Aromia moschata           | Linnaeus                | 1758 | Твердокрилі     |
|            | Вусач-волосяник блідий      | Trichoferus pallidus      | Olivier                 | 1790 | Твердокрилі     |
|            | Вусачик чудовий             | Pseudogaurotina excellens | Brančik                 | 1874 | Твердокрилі     |
|            | Вусач-червонокрил Келлера   | Purpuricenus kaehleri     | Linnaeus                | 1758 | Твердокрилі     |
|            | Вухань звичайний            | Plecotus auritus          | Linnaeus                | 1758 | Кажани          |
|            | Вухань сірий                | Plecotus austriacus       | Fischer                 | 1861 | Кажани          |

### Г
| Зображення | Українська назва виду               | Наукова назва виду                       | Автор наукової назви | Рік  | Ряд               |
| ---------- | ----------------------------------- | ---------------------------------------- | -------------------- | ---- | ----------------- |
|            | Гадюка степова                      | Vipera renardi                           | Гуго Теодор Христоф  | 1861 | Змії              |
|            | Гірняк Феґея (син.. Чорнушка Фегея) | Proterebia phegea (син. Proterebia afra) | Borkhausen           | 1861 | Лускокрилі        |
|            | Гліфіптерикс півниковий угорський   | Glyphipterix loricatella                 | Treitschke           | 1788 | Лускокрилі        |
|            | Гіпаніс левіускула                  | Hypanis laeviuscula                      | Eichwald             | 1916 | Венериди          |
|            | Гіпаніс складчастий                 | Hypanis plicata                          | Eichwald             | 1916 | Венериди          |
|            | Глотківка Щоголева                  | Dina stschegolewi                        | Lukin                | 1960 | П’явки            |
|            | Голуб-синяк                         | Columba oenas                            | Linnaeus             | 1758 | Голубоподібні     |
|            | Горіхотворка велетенська            | Ibalia rufipes                           | Cresson              | 1879 | Перетинчастокрилі |
|            | Горностай                           | Mustela erminea                          | Linnaeus             | 1758 | Хижі              |
|            | Гриф чорний                         | Aegypius monachus                        | Linnaeus             | 1766 | Соколоподібні     |
|            | Грицик великий                      | Limosa limosa                            | Linnaeus             | 1758 | Сивкоподібні      |
|            | Гуска мала                          | Anser erythropus                         | Linnaeus             | 1758 | Гусеподібні       |

### Д
| Зображення | Українська назва виду   | Наукова назва виду              | Автор наукової назви    | Рік  | Ряд               |
| ---------- | ----------------------- | ------------------------------- | ----------------------- | ---- | ----------------- |
|            | Даудебардія коротконога | Daudebardia brevipes            | Draparnaud              | 1805 | Стебельчастоокі   |
|            | Даудебардія руда        | Daudebardia rufa                | Draparnaud              | 1805 | Стебельчастоокі   |
|            | Дельфін звичайний       | Delphinus delphis               | Linnaeus                | 1758 | Китоподібні       |
|            | Джміль глинистий        | Bombus (Megabombus) argillaceus | Scopoli                 | 1854 | Перетинчастокрилі |
|            | Джміль лезус            | Bombus (Thoracobombus) laesus   | Morawitz                | 1875 | Перетинчастокрилі |
|            | Джміль яскравий         | Bombus (Thoracobombus) pomorum  | Panzer                  | 1805 | Перетинчастокрилі |
|            | Дозорець-імператор      | Anax imperator                  | Leach                   | 1815 | Бабки             |
|            | Долерус короткокрилий   | Dolerus subalatus               | Kerensky                | 1926 | Перетинчастокрилі |
|            | Дрепанозурус дволикий   | Drepanosurus birostratus        | Fischer                 | 1851 | Голі зяброноги    |
|            | Дробація банатська      | Drobacia banatica               | Rossmässler             | 1838 | Стебельчастоокі   |
|            | Дукачик блакитнуватий   | Lycaena helle                   | Denis та Schiffermüller | 1775 | Лускокрилі        |
|            | Дятел трипалий          | Picoides tridactylus            | Linnaeus                | 1758 | Дятлоподібні      |

### Е
| Зображення | Українська назва виду | Наукова назва виду     | Автор наукової назви | Рік  | Ряд               |
| ---------- | --------------------- | ---------------------- | -------------------- | ---- | ----------------- |
|            | Евмен трикрапковий    | Eumenes tripunctatus   | Christ               | 1791 | Перетинчастокрилі |
|            | Емпуза піщана         | Empusa pennicornis     | Pallas               | 1773 | Богомоли          |
|            | Емпуза смугаста       | Empusa fasciata Brullè | Brulle               | 1836 | Богомоли          |
|            | Еріозона сирфоподібна | Eriozona syrphoides    | Fallen               | 1817 | Двокрилі          |

### Ж
| Зображення | Українська назва виду | Наукова назва виду   | Автор наукової назви | Рік  | Ряд                  |
| ---------- | --------------------- | -------------------- | -------------------- | ---- | -------------------- |
|            | Жаба прудка           | Rana dalmatina       | Bonaparte            | 1839 | Безхвості земноводні |
|            | Жабоп'явка алжирська  | Batracobdella algira | Moquin-Tandon        | 1846 | Справжні п’явки      |
|            | Жовна зелена          | Picus viridis        | Linnaeus             | 1758 | Дятлоподібні         |
|            | Жовтопуз безногий     | Pseudopus apodus     | Pallas               | 1775 | Ящірки               |
|            | Жук-самітник          | Osmoderma barnabita  | Motschulsky          | 1845 | Твердокрилі          |

### З
| Зображення | Українська назва виду | Наукова назва виду   | Автор наукової назви | Рік  | Ряд             |
| ---------- | --------------------- | -------------------- | -------------------- | ---- | --------------- |
|            | Заєць білий           | Lepus timidus        | Linnaeus             | 1758 | Зайцеподібні    |
|            | Заслонниця мала       | Clausilia pumila     | Pfeiffer             | 1828 | Стебельчастоокі |
|            | Зеленотілка північна  | Somatochlora arctica | Zetterstedt          | 1840 | Бабки           |
|            | Зеленушка носата      | Symphodus rostratus  | Bloch                | 1791 | Окунеподібні    |
|            | Зубарик стегнуватий   | Merodon femoratoides | Paramonov            | 1925 | Двокрилі        |

### І
| Зображення | Українська назва виду | Наукова назва виду | Автор наукової назви | Рік  | Ряд        |
| ---------- | --------------------- | ------------------ | -------------------- | ---- | ---------- |
|            | Ізоніхія невідома     | Isonychia ignota   | Walker               | 1853 | Одноденки  |
|            | Ізоперла Прокопова    | Isoperla prokopovi | Zhiltzova та Zwick   | 2012 | Веснянки   |
|            | Ізофія непримітна     | Isophya modesta    | Frivaldszky          | 1868 | Прямокрилі |

### Й
| Зображення | Українська назва виду | Наукова назва виду       | Автор наукової назви | Рік  | Ряд          |
| ---------- | --------------------- | ------------------------ | -------------------- | ---- | ------------ |
|            | Йорж смугастий        | Gymnocephalus schraetser | Linnaeus             | 1758 | Окунеподібні |

### К
| Зображення | Українська назва виду            | Наукова назва виду      | Автор наукової назви  | Рік  | Ряд                  |
| ---------- | -------------------------------- | ----------------------- | --------------------- | ---- | -------------------- |
|            | Кажан північний                  | Eptesicus nilssonii     | Keyserling та Blasius | 1839 | Кажани               |
|            | Кажан пізній                     | Eptesicus serotinus     | Schreber              | 1774 | Кажани               |
|            | Казарка червоновола              | Rufbrenta rufcollis     | Pallas                | 1769 | Гусеподібні          |
|            | Каламеута жовта                  | Calameuta idolon        | Rossi                 | 1794 | Перетинчастокрилі    |
|            | Каліпробола особлива             | Caliprobola speciosa    | Rossi                 | 1790 | Двокрилі             |
|            | Каптурниця молочно-біла          | Cucullia lactea         | Fabricius             | 1787 | Лускокрилі           |
|            | Карась звичайний, карась золотий | Carassius carassius     | Linnaeus              | 1758 | Коропоподібні        |
|            | Кведій карпатський               | Quedius transsylvanicus | Weise                 | 1875 | Твердокрилі          |
|            | Китицехвіст степовий             | Orgyia dubia            | Tauscher              | 1806 | Лускокрилі           |
|            | Кіт лісовий                      | Felis silvestris        | Schreber              | 1777 | Хижі                 |
|            | Клімена                          | Esperarge climene       | Esper                 | 1783 | Лускокрилі           |
|            | Ковалик іржаво-бурий             | Elater ferrugineus      | Linnaeus              | 1758 | Твердокрилі          |
|            | Комарівка італійська             | Bittacus italicus       | Müller                | 1786 | Скорпіонові мухи     |
|            | Кордулегастер кільчастий         | Cordulegaster boltoni   | Donovan               | 1807 | Бабки                |
|            | Коровайка                        | Plegadis falcinellus    | Linnaeus              | 1766 | Лелекоподібні        |
|            | Корсак                           | Vulpes corsac           | Linnaeus              | 1758 | Хижі                 |
|            | Косар                            | Platalea leucorodia     | Linnaeus              | 1758 | Лелекоподібні        |
|            | Красотіл пахучий                 | Calosoma sycophanta     | Linnaeus              | 1758 | Лелекоподібні        |
|            | Красуня блискуча кримська        | Calopteryx splendens    | Selys                 | 1853 | Бабки                |
|            | Красуня діва                     | Calopteryx virgo        | Linnaeus              | 1758 | Бабки                |
|            | Крех середній                    | Mergus serrator         | Linnaeus              | 1758 | Гусеподібні          |
|            | Крячок каспійський               | Hydroprogne caspia      | Pallas                | 1770 | Сивкоподібні         |
|            | Ксифідрія строката               | Xiphidria picta         | Konow                 | 1897 | Перетинчастокрилі    |
|            | Ктенофора прикрашена             | Ctenophora festiva      | Meigen                | 1804 | Двокрилі             |
|            | Ктир велетенський                | Satanas gigas           | Eversmann             | 1855 | Двокрилі             |
|            | Ктир шершенеподібний             | Asilus crabroniformis   | Linnaeus              | 1758 | Двокрилі             |
|            | Кулик-довгоніг                   | Himantopus himantopus   | Linnaeus              | 1758 | Сивкоподібні         |
|            | Кулик-сорока                     | Haematopus ostralegus   | Linnaeus              | 1758 | Сивкоподібні         |
|            | Кулька кісточка                  | Sphaerium nucleus       | Studer                | 1820 | Венериди             |
|            | Кумка жовточерева                | Bombina variegata       | Linnaeus              | 1758 | Безхвості земноводні |
|            | Кутора мала                      | Neomys anomalus         | Cabrera               | 1907 | Комахоїдні           |

### Л
| Зображення | Українська назва виду     | Наукова назва виду    | Автор наукової назви     | Рік  | Ряд              |
| ---------- | ------------------------- | --------------------- | ------------------------ | ---- | ---------------- |
|            | Левктра кримська          | Leuctra crimeana      | Zhiltzova                | 1967 | Веснянки         |
|            | Лилик двоколірний         | Vespertilio murinus   | Linnaeus                 | 1758 | Кажани           |
|            | Листовійка Єрмоленка      | Celypha ermolenkoi    | Kostjuk                  | 1980 | Лускокрилі       |
|            | Листовійка Медведєва      | Eugnosta medvedevi    | Gerasimova               | 1930 | Лускокрилі       |
|            | Листовійка півонієва Віри | Pelatea verucha       | Nedoshivina та Zolotuhin | 2008 | Лускокрилі       |
|            | Лищак степовий            | Oxychilus kobelti     | Uličný                   | 1887 | Стебельчастоокі  |
|            | Лімнадія опукла           | Limnadia lenticularis | Linnaeus                 | 1758 | Двочерепашкові   |
|            | Лісмата щетинконога       | Lysmata seticaudata   | Risso                    | 1816 | Десятиногі       |
|            | Лось європейський         | Alces alces           | Linnaeus                 | 1758 | Парнокопитні     |
|            | Лунь лучний               | Circus pygargus       | Linnaeus                 | 1758 | Соколоподібні    |
|            | Льодовичник Вествуда      | Boreus westwoodi      | Hagen                    | 1866 | Скорпіонові мухи |
|            | Люцина                    | Hamearis lucina       | Linnaeus                 | 1758 | Лускокрилі       |

### М
| Зображення | Українська назва виду        | Наукова назва виду       | Автор наукової назви                  | Рік  | Ряд               |
| ---------- | ---------------------------- | ------------------------ | ------------------------------------- | ---- | ----------------- |
|            | Марена Валецького            | Barbus waleckii          | Rolik                                 | 1970 | Коропоподібні     |
|            | Марена звичайна              | Barbus barbus            | Linnaeus                              | 1758 | Коропоподібні     |
|            | Марена карпатська            | Barbus carpathicus       | Kotlík, Tsigenopoulos, Ráb та Berrebi | 2002 | Коропоподібні     |
|            | Мелітурга булавовуса         | Melitturga clavicornis   | Latreille                             | 1806 | Перетинчастокрилі |
|            | Металовидка родовикова       | Diachrysia zosimi        | Hubner                                | 1822 | Лускокрилі        |
|            | Минь річковий                | Lota lota                | Linnaeus                              | 1758 | Тріскоподібні     |
|            | Мишівка лісова               | Sicista betulina         | Pallas                                | 1779 | Гризуни           |
|            | Мишівка цимлянська           | Sicista cimlanica        | Kovalskaya                            | 2000 | Гризуни           |
|            | Мишівка Штранда              | Sicista strandi          | Formozov                              | 1931 | Гризуни           |
|            | Мідянка звичайна             | Coronella austriaca      | Laurenti                              | 1768 | Змії              |
|            | Міль перистовуса букова      | Euplocamus anthracinalis | Scopoli                               | 1763 | Лускокрилі        |
|            | Міль трутовикова велетенська | Scardia boletella        | Fabricius                             | 1794 | Лускокрилі        |
|            | Мнемозина                    | Parnassius mnemosyne     | Linnaeus                              | 1758 | Лускокрилі        |
|            | Морімус темний               | Morimus funereus         | Mulsant                               | 1863 | Твердокрилі       |
|            | Морська голка товсторила     | Syngnathus variegatus    | Pallas                                | 1814 | Колючкоподібні    |
|            | Морська голка тонкорила      | Syngnathus tenuirostris  | Мартін Ратке                          | 1837 | Колючкоподібні    |
|            | Морський коник довгорилий    | Hippocampus guttulatus   | Жорж Леопольд Кюв'є                   | 1829 | Колючкоподібні    |
|            | Морський чорт європейський   | Lophius piscatorius      | Linnaeus                              | 1758 | Колючкоподібні    |

### Н
| Зображення | Українська назва виду      | Наукова назва виду        | Автор наукової назви  | Рік  | Ряд       |
| ---------- | -------------------------- | ------------------------- | --------------------- | ---- | --------- |
|            | Негаленія чудова           | Nehalennia speciosa       | Charpentier           | 1840 | Бабки     |
|            | Нетопир звичайний          | Pipistrellus pipistrellus | Schreber              | 1774 | Кажани    |
|            | Нетопир середземноморський | Pipistrellus kuhlii       | Kuhl                  | 1819 | Кажани    |
|            | Нетопир Натузіуса          | Pipistrellus nathusii     | Keyserling та Blasius | 1839 | Кажани    |
|            | Нетопир пігмей             | Niphargus vadimi          | Leach                 | 1825 | Кажани    |
|            | Ніфаргус Вадима            | Niphargus vadimi          | Birstein              | 1961 | Кажани    |
|            | Нічниця Брандта            | Myotis brandtii           | Eversmann             | 1845 | Бокоплави |
|            | Нічниця велика             | Myotis myotis             | Borkhausen            | 1797 | Кажани    |
|            | Нічниця водяна             | Myotis daubentonii        | Kuhl                  | 1817 | Кажани    |
|            | Нічниця вусата             | Myotis mystacinus         | Kuhl                  | 1817 | Кажани    |
|            | Нічниця гостровуха         | Myotis blythii            | Tomes                 | 1857 | Кажани    |
|            | Нічниця степова            | Myotis aurascens          | Kuzyakin              | 1935 | Кажани    |

### О
| Зображення | Українська назва виду | Наукова назва виду    | Автор наукової назви | Рік  | Ряд               |
| ---------- | --------------------- | --------------------- | -------------------- | ---- | ----------------- |
|            | Огар                  | Tadorna ferruginea    | Pallas               | 1764 | Гусеподібні       |
|            | Оксієтира жовтовуса   | Oxyethira flavicornis | Pictet               | 1834 | Волохокрилі       |
|            | Оруссус паразитичний  | Orussus abietinus     | Scopoli              | 1763 | Перетинчастокрилі |
|            | Орябок                | Tetrastes bonasia     | Linnaeus             | 1758 | Куроподібні       |
|            | Офіогомфус Цецилія    | Ophiogomphus cecilia  | Fourcroy             | 1785 | Бабки             |

### П
| Зображення | Українська назва виду      | Наукова назва виду           | Автор наукової назви    | Рік  | Ряд              |
| ---------- | -------------------------- | ---------------------------- | ----------------------- | ---- | ---------------- |
|            | П'явка аптечна             | Hirudo verbana               | Carena                  | 1820 | Справжні п’явки  |
|            | П'явка медична             | Hirudo medicinalis           | Linnaeus                | 1758 | Справжні п’явки  |
|            | Паравеспа царська          | Paravespa rex                | Schulthes               | 1923 | Справжні п’явки  |
|            | Педилюс червоногорлий      | Pedilus rubricollis          | Motschulsky             | 1858 | Твердокрилі      |
|            | Пелекоцера широколоба      | Pelecocera latifrons         | Loew                    | 1856 | Двокрилі         |
|            | Перегузня                  | Vormela peregusna            | Blasius                 | 1884 | Хижі             |
|            | Перлівець Евномія          | Boloria eunomia              | Esper                   | 1800 | Лускокрилі       |
|            | Перлівниця товста          | Unio crassus                 | Philipsson              | 1788 | Unionoida        |
|            | Пилкохвіст скіфський       | Poecilimon scythicus         | Stchelkanovtzev         | 1911 | Прямокрилі       |
|            | Перистома мердвенева       | Peristoma merduenianum       | Krynick                 | 1833 | Стебельчастоокі  |
|            | Петрик свердлоподібний     | Ladislavella terebra         | Westerlund              | 1885 | Сидячоокі        |
|            | Пилкоротиця південна       | Temnostoma meridionale       | Krivosheina та Mamaev   | 1962 | Двокрилі         |
|            | Пилкохвіст лісовий         | Poecilimon schmidtii         | Fieber                  | 1853 | Прямокрилі       |
|            | Пилкохвіст український     | Poecilimon ukrainicus        | Bey-Bienko              | 1951 | Прямокрилі       |
|            | Пігмаропалітес карпатський | Pygmarrhopalites carpathicus | Vargovich               | 1999 | Злиточереві      |
|            | Підковоніс великий         | Rhinolophus ferrumequinum    | Schreber                | 1774 | Кажани           |
|            | Підковоніс малий           | Rhinolophus hipposideros     | Borkhausen              | 1800 | Кажани           |
|            | Підуст волзький            | Chondrostoma variabile       | Jakovlev                | 1870 | Коропоподібні    |
|            | Підуст звичайний           | Chodrostoma nasus            | Linnaeus                | 1758 | Коропоподібні    |
|            | Пірникоза сірощока         | Podiceps grisegena           | Boddaert                | 1783 | Пірникозоподібні |
|            | Пірникоза червоношия       | Podiceps auritus             | Linnaeus                | 1758 | Пірникозоподібні |
|            | Пісочник морський          | Charadrius alexandrinus      | Linnaeus                | 1758 | Сивкоподібні     |
|            | Плоскотілка червона        | Cucujus cinnabarinus         | Scopoli                 | 1763 | Твердокрилі      |
|            | Покота химерна             | Pocota personata             | Harris                  | 1780 | Двокрилі         |
|            | Полівка снігова            | Chionomys nivalis            | Martins                 | 1842 | Гризуни          |
|            | Полівка татранська         | Microtus tatricus            | Kratochvíl              | 1952 | Гризуни          |
|            | Поліксена                  | Zerynthia polyxena           | Denis та Schiffermüller | 1775 | Лускокрилі       |
|            | Полоз візерунковий         | Elaphe dione                 | Pallas                  | 1773 | Змії             |
|            | Полоз жовточеревий         | Dolichophis caspius          | Gmelin                  | 1789 | Змії             |
|            | Полоз сарматський          | Elaphe sauromates            | Pallas                  | 1814 | Змії             |
|            | Понтела середземноморська  | Pontella mediterranea        | Claus                   | 1863 | Каланоїди        |
|            | Пралісниця струнка         | Macrogastra plicatula        | Draparnaud              | 1801 | Стебельчастоокі  |
|            | Простеномфалія карпатська  | Prostenomphalia carpathica   | Baidashnikov            | 1985 | Стебельчастоокі  |
|            | Протафорура Яношіка        | Protaphorura janosik         | Weiner                  | 1990 | Подуроподібні    |
|            | Псарус черевастий          | Psarus abdominalis           | Fabricius               | 1794 | Двокрилі         |
|            | Псевдофаенопс Якобсона     | Pseudophaenops jacobsoni     | Pliginsky               | 1912 | Твердокрилі      |
|            | Пупкалик пралісовий        | Discus perspectivus          | Mühlfeld                | 1816 | Стебельчастоокі  |
|            | Пухівка                    | Somateria mollissima         | Linnaeus                | 1758 | Гусеподібні      |

### Р
| Зображення | Українська назва виду | Наукова назва виду | Автор наукової назви | Рік  | Ряд                  |
| ---------- | --------------------- | ------------------ | -------------------- | ---- | -------------------- |
|            | Райдужниця велика     | Apatura iris       | Linnaeus             | 1758 | Лускокрилі           |
|            | Рак широкопалий       | Astacus astacus    | Linnaeus             | 1758 | Десятиногі           |
|            | Рись                  | Lynx lynx          | Linnaeus             | 1758 | Хижі                 |
|            | Різодес борозенчастий | Rhysodes sulcatus  | Fabricius            | 1787 | Твердокрилі          |
|            | Ропуха очеретяна      | Epidalea calamita  | Laurenti             | 1768 | Безхвості земноводні |
|            | Рябець Авринія        | Euphydryas aurinia | Rottemburg           | 1775 | Лускокрилі           |
|            | Рябець матурна        | Euphydryas maturna | Linnaeus             | 1758 | Лускокрилі           |

### С
| Зображення | Українська назва виду                | Наукова назва виду                    | Автор наукової назви    | Рік  | Ряд                 |
| ---------- | ------------------------------------ | ------------------------------------- | ----------------------- | ---- | ------------------- |
|            | Саламандра плямиста                  | Salamandra salamandra                 | Linnaeus                | 1758 | Хвостаті земноводні |
|            | Сапіга-полохрум                      | Polochrum repandum                    | Spinola                 | 1805 | Перетинчастокрилі   |
|            | Сатир Бризеїда                       | Chazara briseis                       | Linnaeus                | 1764 | Лускокрилі          |
|            | Сатурнія велика                      | Saturnia pyri                         | Denis та Schiffermüller | 1775 | Лускокрилі          |
|            | Синявець Бавій                       | Pseudophilotes bavius                 | Eversmann               | 1832 | Лускокрилі          |
|            | Синявець Дамоне                      | Polyommatus damone                    | Eversmann               | 1841 | Лускокрилі          |
|            | Синявець Дарданус                    | Agriades dardanus                     | Freyer                  | 1843 | Лускокрилі          |
|            | Синявець Пілаон                      | Kretania pylaon                       | Waldheim                | 1832 | Лускокрилі          |
|            | Сип білоголовий                      | Gyps fulvus                           | Hablizl                 | 1783 | Соколоподібні       |
|            | Сиріоюлус Коваля                     | Syrioiulus kovali                     | Golovatch               | 2008 | Ківсяки             |
|            | Сичик-горобець                       | Glaucidium passerinum                 | Linnaeus                | 1758 | Соколоподібні       |
|            | Сінниця Геро                         | Coenonympha hero                      | Linnaeus                | 1761 | Лускокрилі          |
|            | Сколія односмугова                   | Scolia galbula                        | Pallas                  | 1771 | Перетинчастокрилі   |
|            | Сліпак білозубий                     | Nannospalax leucodon                  | Nordman                 | 1840 | Гризуни             |
|            | Сліпак буковинський                  | Spalax graecus                        | Nehring                 | 1898 | Гризуни             |
|            | Сліпак піщаний                       | Spalax arenarius                      | Reshetnik               | 1939 | Гризуни             |
|            | Сліпак подільський                   | Spalax zemni                          | Erxleben                | 1777 | Гризуни             |
|            | Совка агатова зелена                 | Phlogophora scita                     | Hubner                  | 1790 | Лускокрилі          |
|            | Совка велика похмура                 | Mormo maura                           | Linnaeus                | 1758 | Лускокрилі          |
|            | Скалочка крихітна                    | Platyla perpusilla                    | Reinhardt               | 1880 | Двопередсердні      |
|            | Слимакоїд кримський, турун кримський | Carabus (Procerus) scabrosus tauricus | Bonelli                 | 1811 | Твердокрилі         |
|            | Стерлядь прісноводна                 | Acipenser ruthenus                    | Linnaeus                | 1758 | Осетроподібні       |
|            | Стрічкарка рожева                    | Catocala pacta                        | Linnaeus                | 1758 | Лускокрилі          |
|            | Стрічкарка тополева                  | Limenitis populi                      | Linnaeus                | 1758 | Лускокрилі          |

### Т
| Зображення | Українська назва виду   | Наукова назва виду                  | Автор наукової назви     | Рік  | Ряд                 |
| ---------- | ----------------------- | ----------------------------------- | ------------------------ | ---- | ------------------- |
|            | Таврогаструра скельська | Taurogastrura skelica               | Vargovitsh               | 2007 | Подуроподібні       |
|            | Танімастикс ставковий   | Tanymastix stagnalis                | Linnaeus                 | 1758 | Голі зяброноги      |
|            | Тинівка альпійська      | Prunella collaris                   | Scopoli                  | 1769 | Горобцеподібні      |
|            | Тифлолігідіум сліпий    | Typhloligidium coecum               | Carl                     | 1904 | Рівноногі           |
|            | Томарес каллімах        | Tomares callimachus                 | Eversmann                | 1848 | Лускокрилі          |
|            | Томарес Ногеля          | Tomares nogelii                     | Herrich-Schäfer          | 1851 | Лускокрилі          |
|            | Тритон альпійський      | Mesotriton alpestris                | Laurenti                 | 1768 | Хвостаті земноводні |
|            | Тритон гребінчастий     | Triturus cristatus                  | Laurenti                 | 1768 | Хвостаті земноводні |
|            | Тритон дунайський       | Triturus dobrogicus                 | Kirițescu                | 1903 | Хвостаті земноводні |
|            | Тритон Кареліна         | Triturus karelinii                  | Strauch                  | 1870 | Хвостаті земноводні |
|            | Тритон карпатський      | Lissotriton montandoni              | Boulenger                | 1880 | Хвостаті земноводні |
|            | Трифіза Фрина           | Triphysa phryne                     | Pallas                   | 1771 | Лускокрилі          |
|            | Трохета дністровська    | Trocheta danastrica                 | Stschegolew              | 1938 | Справжні п’явки     |
|            | Трохета струмкова       | Trocheta cylindrica                 | Gedroyc                  | 1913 | Справжні п’явки     |
|            | Трохулюс опушений       | Trochulus villosulus                | Rossmässler              | 1838 | Стебельчастоокі     |
|            | Трьохперка чорноголова  | Tripterygion tripteronotus          | Risso                    | 1810 | Окунеподібні        |
|            | Турун бесарабський      | Carabus (Tomocarabus) bessarabicus  | Waldheim                 | 1823 | Твердокрилі         |
|            | Турун Ештрайхера        | Carabus (Trachycarabus) estreicheri | Waldheim                 | 1822 | Твердокрилі         |
|            | Турун Менетріє          | Carabus menetriesi                  | Hummel                   | 1827 | Твердокрилі         |
|            | Турун угорський         | Carabus (Pachystus) hungaricus      | Йоганн Християн Фабрицій | 1792 | Твердокрилі         |
|            | Тхір лісовий            | Mustela putorius                    | Linnaeus                 | 1758 | Хижі                |

### У
| Зображення | Українська назва виду | Наукова назва виду | Автор наукової назви | Рік  | Ряд         |
| ---------- | --------------------- | ------------------ | -------------------- | ---- | ----------- |
|            | Умбра звичайна        | Umbra krameri      | Walbaum              | 1792 | Щукоподібні |

### Ф
| Зображення | Українська назва виду      | Наукова назва виду        | Автор наукової назви | Рік  | Ряд            |
| ---------- | -------------------------- | ------------------------- | -------------------- | ---- | -------------- |
|            | Фалокриптус колючий        | Phallocryptus spinosa     | Milne-Edwards        | 1840 | Голі зяброноги |
|            | Фолідоптера Фрівальдського | Pholidoptera frivaldszkyi | Herman               | 1871 | Прямокрилі     |

### Х
| Зображення | Українська назва виду | Наукова назва виду          | Автор наукової назви | Рік  | Ряд           |
| ---------- | --------------------- | --------------------------- | -------------------- | ---- | ------------- |
|            | Харіус європейський   | Thymallus thymallus         | Linnaeus             | 1758 | Лососеподібні |
|            | Хом'як звичайний      | Cricetus cricetus           | Linnaeus             | 1758 | Гризуни       |
|            | Хом’ячок сірий        | Nothocricetulus migratorius | Pallas               | 1773 | Гризуни       |

### Ц
| Зображення | Українська назва виду          | Наукова назва виду             | Автор наукової назви | Рік  | Ряд               |
| ---------- | ------------------------------ | ------------------------------ | -------------------- | ---- | ----------------- |
|            | Цвіркун візантійський          | Pseudomogoplistes buzantius    | Gorochov             | 1995 | Прямокрилі        |
|            | Целонітес абревіатус кримський | Celonites abbreviatus tauricus | Villers              | 1789 | Перетинчастокрилі |
|            | Ценеліда сітчаста              | Caenolyda reticulata           | Linnaeus             | 1758 | Перетинчастокрилі |
|            | Цератофій багаторогий          | Ceratophyus polyceros          | Pallas               | 1771 | Твердокрилі       |
|            | Цефус Загайкевича              | Cephus zahaikevitshi           | Ermolenko            | 1971 | Перетинчастокрилі |
|            | Цизикус чотиривусий            | Cyzicus tetracerus             | Krynicki             | 1830 | Двочерепашкові    |

### Ч
| Зображення | Українська назва виду | Наукова назва виду | Автор наукової назви | Рік  | Ряд          |
| ---------- | --------------------- | ------------------ | -------------------- | ---- | ------------ |
|            | Чернь білоока         | Aythya nyroca      | Йоганн Гюльденштедт  | 1770 | Гусеподібні  |
|            | Чоп звичайний         | Zingel zingel      | Linnaeus             | 1766 | Окунеподібні |
|            | Чіп малий             | Zingel streber     | Sieblod              | 1863 | Окунеподібні |

### Ш
| Зображення | Українська назва виду | Наукова назва виду  | Автор наукової назви     | Рік  | Ряд           |
| ---------- | --------------------- | ------------------- | ------------------------ | ---- | ------------- |
|            | Шемая азовська        | Alburnus sarmaticus | Freyhof та Моріс Коттела | 2007 | Коропоподібні |
|            | Шемая чорноморська    | Lemonia taraxaci    | Freyhof та Моріс Коттела | 2007 | Коропоподібні |
|            | Шовкопряд кульбабовий | Milvus migrans      | Denis та Schiffermüller  | 1783 | Лускокрилі    |
|            | Шуліка чорний         | Alburnus leobergi   | Boddaert                 | 2007 | Соколоподібні |

### Я
| Зображення | Українська назва виду      | Наукова назва виду  | Автор наукової назви    | Рік  | Ряд               |
| ---------- | -------------------------- | ------------------- | ----------------------- | ---- | ----------------- |
|            | Ялець звичайний            | Leuciscus leuciscus | Linnaeus                | 1758 | Коропоподібні     |
|            | Ялець-андруга європейський | Telestes soufa      | Risso                   | 1827 | Коропоподібні     |
|            | Янус червононогий          | Janus femoratus     | Джон Кертіс             | 1830 | Перетинчастокрилі |
|            | Ящірка зелена              | Lacerta viridis     | Йозеф Ніколаус Лауренті | 1768 | Ящірки            |
|            | Ящірка Ліндгольма          | Darevskia lindholmi | Lantz та Cyren          | 1936 | Ящірки            |